# 機鯔
機鯔為輻鰭魚綱鯔形目鯔科的其中一種，分布於西南大西洋區，從巴西里約熱內盧至阿根廷海域，體長可達100公分，棲息在沿岸海域、河口，可做為食用魚。

## 擴展閱讀
維基物種上的相關：機鯔